# Mathieu Jouve Jourdan

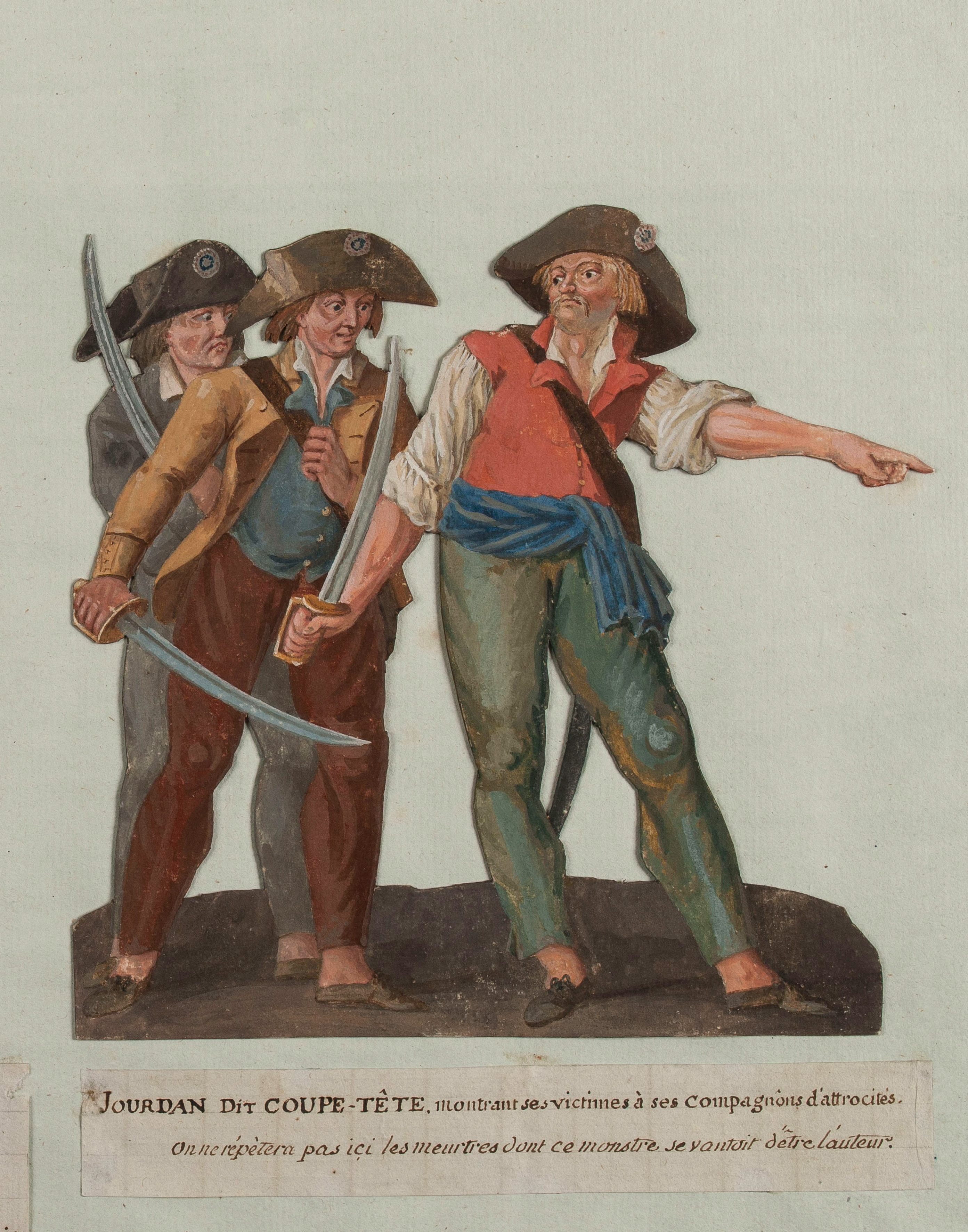
„Jourdan, genannt Kopfabschneider“, Gouache von 1791

Mathieu Jouve Jourdan (* Oktober 1746 in Saint-Jeures, heutiges Département Haute-Loire; † 27. Mai 1794 in Paris) war ein Aktiver und Anführer von Volkshaufen in der Französischen Revolution. Er erhielt den Beinamen „Jourdan der Kopfabschneider“.

## Leben
Jourdan war ab 1787 Weinschenker in Paris. Nach dem Sturm auf die Bastille war er es, der dem bereits getöteten Kommandanten Bernard-René Jordan de Launay den Kopf abschnitt, welcher anschließend durch die Straßen getragen wurde. Auch bei späteren revolutionären Ereignissen stellte er sich an die Spitze einiger Volkshaufen. Beim Zug nach Versailles am 6. Oktober 1789 schnitt er zwei Garde du Corps die Köpfe ab. Er wurde in der Folge „Jourdan Coupe-Tête“ (Jourdan der Kopfabschneider) genannt.
Vom Nationalkonvent nach Avignon gesandt, um dies dem französischen Gebiet einzuverleiben, verübte er Grausamkeiten gegen die Gegner der Annexion. Jourdan wurde 1794 im Namen des Wohlfahrtsausschusses verhaftet und am 27. Mai 1794 in Paris durch die Guillotine hingerichtet.